# Сел ле Конде
Сел ле Конде (фр. Celles-lès-Condé) насеље је и општина у североисточној Француској у региону Пикардија, у департману Ен (Пикардија) која припада префектури Шато Тјери.
По подацима из 2011. године у општини је живело 77 становника, а густина насељености је износила 19,69 становника/km². Општина се простире на површини од 3,91 km². Налази се на средњој надморској висини од 85 метара (максималној 223 m, а минималној 76 m).

## Демографија
| 1962. | 1968. | 1975. | 1982. | 1990. | 1999. | 2011. |
| ----- | ----- | ----- | ----- | ----- | ----- | ----- |
| 66    | 86    | 93    | 90    | 78    | 77    | 77    |

График промене броја становника у току последњих година